# Handwritten
Handwritten to debiutancki album studyjny kanadyjskiego piosenkarza Shawna Mendesa, wydany 14 kwietnia 2015 roku przez Island Records. Zadebiutował na pierwszym miejscu na liście Billboard 200 w USA w nakładzie, w pierwszym tygodniu, 119 000 albumów, z czego 106 000 kopii stanowiła sprzedaż czystych albumów. Album zawiera "Stitches", który osiągnął piątą pozycję w rankingu Billboard Hot 100 i numer jeden na brytyjskiej liście singli przez 2 tygodnie, podczas gdy jego reedycja Handwritten Revisited w Stanach znalazło się na Top 20 z  singlem "I Know What You Did Last Summer".

## Początki
Po podpisaniu kontraktu płytowego z Island Records w czerwcu 2014 roku, Mendes wydał swój debiutancki singiel "Life of the Party", który osiągnął 24. miejsce na amerykańskim Billboard Hot 100. Po wydaniu singla, EP-ka zatytułowana The Shawn Mendes EP została wydana na 28 lipca 2014 r. i sprzedała się w liczbie 48 000 kopii w pierwszym tygodniu. Mendes ogłosił swój debiutancki tytuł albumu i dzieło 27 stycznia 2015 r. oraz zostało udostępnione do przedsprzedaży 2 lutego 2015 r.
Handwritten zostało wydane ponownie 20 listopada 2015 roku. Zawiera pięć nagrań z Greek Theatre i cztery zupełnie nowe utwory.

## Single

### Główne
"Life of the Party" zostało wydane jako główny singiel z debiutanckiej EP-ki The EP, The Shawn Mendes  25 czerwca 2014 roku. Piosenka jest także pierwszym singlem Handwritten. 30 czerwca 2014 r. na Vevo odbyła się premiera jednego z teledysków utworu, w którym pokazano Mendesa z George Street. Premiera oficjalnego teledysku do piosenki odbyła się 10 marca 2015 r.
"Something Big" został wydany jako drugi singiel albumu 7 listopada 2014 roku. Oficjalny teledysk do utworu miał premierę 11 listopada 2014 roku na Vevo i jest to pierwszy oficjalny teledysk Mendesa.
"Stitches" został wydany jako trzeci i ostatni singiel albumu w dniu 5 maja 2015 roku. Utwór zadebiutował na liście Billboard Hot 100 z 13 czerwca 2015 roku pod numerem 89 i dostał się do pierwszej dziesiątki, osiągając najwyższy wynik – 4. miejsce oraz pierwsze miejsce w Wielkiej Brytanii na Singles Chart. Jest jedynym numerem 1 Mendesa w Wielkiej Brytanii do tej pory.
"I Know What You Did Last Summer" zostało wydane jako singiel z odnowionej edycji albumu 18 listopada 2015 roku. Piosenka to współpraca z kubańsko-amerykańską piosenkarką Camilą Cabello. Osiągnął najwyższą liczbę na liście 20 na liście Billboard Hot 100. W Wielkiej Brytanii piosenka osiągnęła szczyt pod numerem 42.

### Reszta piosenek
Przed wydaniem albumu Mendes wydał pięć utworów w przedsprzedaży w iTunes. Pierwsza piosenka "A Little Too Much" ukazała się 2 lutego, tego samego dnia, kiedy zaczęła się premiera albumu. Teledysk do utworu miał premierę na wokalu wokalisty w dniu 4 lutego. Mendes ogłosił na Instagramie, że drugą promocyjną piosenką będzie "Never Be Alone" i zostanie udostępniona 16 lutego. Oficjalny teledysk do utworu został wydany na 25 lutego. 16 marca piosenkarz wydał "Stitches", trzeci singiel przed premierą, którego oficjalny teledysk miał premierę 18 marca. Akustyczna wersja "Life of the Party", która znalazła się w wersji deluxe albumu, została wydana jako czwarty premierowy singiel 30 marca o północy, tego samego dnia, w którym można było usłyszeć każdy podgląd piosenki w iTunes. "Kid in Love" został udostępniony jako piąty i ostatni utwór  6 kwietnia o północy, na tydzień przed wydaniem albumu, a teledysk do akustycznej wersji "Life of the Party" został opublikowany na Vevo Shawna Mendesa 10 kwietnia. "Aftertaste" również zdobył teledysk, który został opublikowany 17 kwietnia.

## Wyniki komercyjne
Album zadebiutował na pierwszym miejscu na amerykańskim Billboard 200 w nakładzie w pierwszym tygodniu 119 000 albumów, z czego 106 000 kopii stanowiła sprzedaż czystych albumów. Stał się najmłodszym artystą od czasów Justina Biebera z albumem nr 1 na liście albumów Billboard 200 od prawie pięciu lat. Bieber miał 16 lat i 2 miesiące, kiedy jego album My World 2.0 spędził czwarty i ostatni tydzień na szczycie. Mendes miał 16 lat i 8 miesięcy. W drugim tygodniu album uplasował się na siedemnastym miejscu z 20 000 równorzędnych albumów, z czego 12 000 to czysta sprzedaż albumów. Sprzedaż albumów spadła o 89% (z 106 000 kopii), przewyższając MDNA Madonny (2012)Od sierpnia 2016 r. Handwritten sprzedał się w 391 000 kopiach w Stanach Zjednoczonych.
W swojej rodzimej Kanadzie album zadebiutował na pierwszym miejscu ze sprzedażą 14 tys. egzemplarzy w pierwszym tygodniu, według Nielsen SoundScan. W drugim tygodniu album zszedł na numer sześć.
W Polsce nagrania uzyskały status platynowej płyty.

## Odbiór
| Oceny               |
| ------------------- |
| Metacritic – 58/100 |
| AllMusic – 2.5/5    |
| Billboard- 3/5      |
| Digital Spy- 3/5    |
| The Guardian- 3/5   |
| Idolator – 2.5/5    |
| Newsday – B+        |
| NY Daily News – 3/5 |
| Rolling Stone- 3/5  |
| USA Today – 2.5/4   |

Handwritten otrzymywał mieszane recenzje od krytyków muzycznych. W Metacritic, który przypisuje ocenę "średniej ważonej" z 100 z wybranych niezależnych ocen i recenzji krytyków głównego nurtu, album otrzymał 58, na podstawie 5 recenzji.
Redaktor Billboard's, Carl Wilson stwierdził, że "pewne haki i duża dynamika sprawiają, że syrop płynnie znika", mówiąc o singlach "Life of the Party" i "Stitches" oraz o utworze "I Don't Even Know Your Name", zauważając, że te ostatnie są pod wpływem Justina Timberlake'a i Bruno Marsa. Pisząc dla The Guardian, Caroline Sullivan oceniła album na trzy na pięć gwiazdek i twierdzi: "W wieku 16 lat Mendes nie jest artystą, jakim będzie w wieku 25 lat, ale zrobił perswazyjny początek." Nick Murray z Rolling Stone opisał Mendesa jako "miłym facetem z gitarą, bardziej pod wpływem lekkiego akustycznego popu Eda Sheerana".

## Utwory

### Handwritten – edycja standardowa
| Lp. | Tytuł                         | Autor(zy)                                                 | Producent(ci)                   | Długość |
| 1.  | „Life of the Party”           | Ido Zmishlany, Scott Harris                               | Zmishlany                       | 3:35    |
| 2.  | „Stitches”                    | Daniel Parker, Teddy Geiger, Daniel "Daylight" Kyriakides | Daylight, Geiger, Parker        | 3:27    |
| 3.  | „Never Be Alone”              | Shawn Mendes, Scott Harris, Martin Terefe, Glen Scott     | Terefe                          | 3:36    |
| 4.  | „Kid in Love”                 | Mendes, Zmishlany, Harris                                 | Zmishlany, Terefe               | 3:46    |
| 5.  | „I Don't Even Know Your Name” | Mendes, Harris, Terefe, Geoffrey Warburton                | Terefe                          | 3:00    |
| 6.  | „Something Big”               | Mendes, Zmishlany, Harris                                 | Zmishlany                       | 2:41    |
| 7.  | „Strings”                     | Mendes, Harris, Emily Warren                              | Louis Biancaniello, Sam Watters | 3:11    |
| 8.  | „Aftertaste”                  | Mendes, Harris, Warren                                    | Biancaniello, Watters           | 2:50    |
| 9.  | „Air (z Astrid S)”            | Harris, Warren                                            | Craven J, Harris                | 3:14    |
| 10. | „Crazy”                       | Mendes, Warburton, Terefe                                 | Mendes, Warburton               | 3:12    |
| 11. | „A Little Too Much”           | Mendes                                                    | Zmishlany                       | 3:07    |
| 12. | „This Is What It Takes”       | Mendes, Warburton, Terefe, Zmishlany, Harris              | Terefe                          | 3:50    |

### Handwritten – edycja deluxe (dodatkowe utwory)
| Lp. | Tytuł           | Autor(zy)                        | Producent(ci)       | Długość |
| --- | --------------- | -------------------------------- | ------------------- | ------- |
| 13. | "Bring It Back" | - Mendes - Warburton - Terefe    | - Terefe            | 2:40    |
| 14. | "Imagination"   | - Mendes - Terefe - Scott        | - Terefe            | 3:38    |
| 15. | "The Weight"    | - Mendes - Harris - Joshua Grant | - Craven J - Harris | 3:05    |

### Handwritten – edycja deluxe iTunes (dodatkowe utwory)
| Lp. | Tytuł                          | Autor(zy)            | Producent(ci) | Długość |
| --- | ------------------------------ | -------------------- | ------------- | ------- |
| 16. | "Life of the Party" (Acoustic) | - Zmishlany - Harris | - Zmishlany   | 3:14    |

### Handwritten – docelowa ekskluzywna edycja deluxe i ekskluzywna edycja HMV Canada (dodatkowe utwory)
| Lp. | Tytuł                  | Autor(zy)                          | Producent(ci)       | Długość |
| --- | ---------------------- | ---------------------------------- | ------------------- | ------- |
| 16. | "Don't Want Your Love" | - Mendes - Zmishlany - Warburton   | - Zmishlany         | 2:51    |
| 17. | "Lost"                 | - Mendes - Warren - Harris - Grant | - Craven J - Harris | 3:16    |
| 18. | "Handwritten Demos"    |                                    |                     | 9:01    |

### Handwritten – reedycja
| Lp. | Tytuł                                                           | Autor(zy)                                                                        | Producent(ci)                      | Długość |
| --- | --------------------------------------------------------------- | -------------------------------------------------------------------------------- | ---------------------------------- | ------- |
| 4.  | "Kid in Love" (na żywo na Greek Theater / 2015)                 | - Shawn Mendes - Ido Zmishlany - Scott Harris                                    | - Ido Zmishlany - Martin Terefe    | 4:17    |
| 5.  | "I Don't Even Know Your Name" (na żywo na Greek Theater / 2015) | - Shawn Mendes - Scott Harris - Martin Terefe - Geoffrey Warburton               | - Martin Terefe                    | 3:37    |
| 7.  | "Strings" (na żywo na Greek Theater / 2015)                     | - Scott Friedman - Shawn Mendes - Emily Schwartz                                 | - Louis Biancaniello - Sam Watters | 3:45    |
| 8.  | "Aftertaste" (na żywo na Greek Theater / 2015)                  | - Scott Friedman - Shawn Mendes - Emily Schwartz                                 | - Louis Biancaniello - Sam Watters | 2:38    |
| 11. | "A Little Too Much" (na żywo na Greek Theater / 2015)           | - Shawn Mendes                                                                   | - Ido Zmishlany                    | 3:09    |
| 13. | "I Know What You Did Last Summer" (z Camilą Cabello)            | - Camila Cabello - Shawn Mendes - Ido Zmishlany - Noel Zancanella - Bill Withers | - Noel Zancanella - Ido Zmishlany  | 3:43    |
| 14. | "Act Like You Love Me"                                          | - Shawn Mendes - Geoffrey Warburton                                              | Jacquire King                      | 3:25    |
| 15. | "Running Low"                                                   | - Shawn Mendes                                                                   | - Jordan Orvosh                    | 4:34    |
| 16. | "Memories"                                                      | - Shawn Mendes - Geoffrey Warburton - Max River                                  | - Jacquire King                    | 3:51    |

### Handwritten – reedycja (Walmart exlusive dodatkowe utwory)
| Lp. | Tytuł             | Długość |
| --- | ----------------- | ------- |
| 17. | "Stitches" (live) |         |

### Handwritten – australijska reedycja
| Lp. | Tytuł                                                | Autor(zy)                                                       | Producent(ci)                      | Długość |
| --- | ---------------------------------------------------- | --------------------------------------------------------------- | ---------------------------------- | ------- |
| 1.  | "Life of the Party"                                  | - Ido Zmishlany - Scott Harris                                  | Zmishlany                          | 3:35    |
| 2.  | "Stitches"                                           | - Daniel Parker - Teddy Geiger - Daniel "Daylight" Kyriakides   | - Daylight - Geiger - Parker       | 3:27    |
| 3.  | "Never Be Alone"                                     | - Shawn Mendes - Scott Harris - Martin Terefe - Glen Scott      | Terefe                             | 3:36    |
| 4.  | "Kid in Love"                                        | - Mendes - Zmishlany - Harris                                   | - Zmishlany - Terefe               | 3:46    |
| 5.  | "I Don't Even Know Your Name"                        | - Mendes - Harris - Terefe - Geoffrey Warburton                 | Terefe                             | 3:00    |
| 6.  | "Something Big"                                      | - Mendes - Zmishlany - Harris                                   | Zmishlany                          | 2:41    |
| 7.  | "Strings"                                            | - Mendes - Harris - Emily Warren                                | - Louis Biancaniello - Sam Watters | 3:11    |
| 8.  | "Aftertaste"                                         | - Mendes - Harris - Warren                                      | - Biancaniello - Watters           | 2:50    |
| 9.  | "Air" (featuring Astrid S)                           | - Harris - Warren                                               | - Craven J - Harris                | 3:14    |
| 10. | "Crazy"                                              | - Mendes - Warburton - Terefe                                   | - Mendes - Warburton               | 3:12    |
| 11. | "A Little Too Much"                                  | Mendes                                                          | Zmishlany                          | 3:07    |
| 12. | "This Is What It Takes"                              | - Mendes - Warburton - Terefe - Zmishlany - Harris              | Terefe                             | 3:50    |
| 13. | "I Know What You Did Last Summer" (z Camila Cabello) | - Cabello - Mendes - Zmishlany - Noel Zancanella - Bill Withers | - Zancanella - Zmishlany           | 3:43    |
| 14. | "Act Like You Love Me"                               | - Mendes - Warburton                                            | Jacquire King                      | 3:25    |
| 15. | "Running Low"                                        | Mendes                                                          | Jordan Orvosh                      | 4:34    |
| 16. | "Memories"                                           | - Mendes - Warburton - Max River                                | Jacquire King                      | 3:51    |
| 17. | "Don't Want Your Love"                               | - Mendes - Zmishlany - Warburton                                | Zmishlany                          | 2:51    |
| 18. | "Lost"                                               | - Mendes - Warren - Harris - Grant                              | - Craven J - Harris                | 3:16    |
| 19. | "Handwritten Demos"                                  |                                                                 |                                    | 9:01    |

## Ekipa
Ekipa zaadaptowana z AllMusic
- Blossom Berkofsky – fotograf
- Ziggy Chareton – A&R
- Chris Gehringer – mastering
- Teddy Geiger – kompozytor
- Scott Harris – kompozytor
- Jessica Kelly – projekt
- Daniel Kyriakides – kompozytor
- David Massey – A&R
- Shawn Mendes – kompozytor, wokal
- Daniel Parker – kompozytor
- Andy Proctor – produkcja opakowań
- Gabrielle Rosen – A&R
- Todd Russell – kierunek sztuki, design
- Glen Scott – kompozytor
- Martin Terefe – kompozytor
- Meredith Truax – fotografia
- Keith R. Tucker – A&R
- Josiah Vandien – fotografia
- Geoffrey Warburton – kompozytor
- Emily Warren – kompozytorka
- Craven J – kompozytor
- Ido Zmshlany – kompozytor

## Historia wydania
| Kraj              | Data              | Format                                | Studio         | Edycja              |
| ----------------- | ----------------- | ------------------------------------- | -------------- | ------------------- |
| Stany Zjednoczone | 14 kwietnia 2015  | CD, digital download                  | Island Records | Standardowa, Deluxe |
| Stany Zjednoczone | 20 listopada 2015 | CD, CD+DVD, LP, digital download DWD+ | Island Records | Reedycja            |